# زمزمه‌های خفاش
زمزمه‌های خفاش (انگلیسی: The Bat Whispers) فیلمی در ژانر مرموز به کارگردانی رولاند وست است که در سال ۱۹۳۰ منتشر شد. از بازیگران آن می‌توان به چستر موریس و یونا مرکل اشاره کرد.